# Солнечне (Первомайський район)
Со́лнечне (рос. Солнечное) — село у складі Первомайського району Алтайського краю, Росія. Адміністративний центр та єдиний населений пункт Солнечної сільської ради.

## Населення
Населення — 388 осіб (2010; 364 у 2002).
Національний склад (станом на 2002 рік):
- росіяни — 93 %